# 임시수도기념관

임시수도기념관(臨時首都記念館)은 부산광역시 서구에 위치한 부산광역시청 산하의 박물관이다. 본래 경상남도지사의 관사로 사용되었으나, 한국전쟁으로 인해 부산으로 정부가 피난하면서 대통령 관사로 쓰였고, 정부가 서울로 돌아간 이후 경상남도지사의 관사로 다시 사용하다가 1984년에 박물관으로 전환되었다.
기념관장은 지방행정사무관 또는 지방학예연구관으로 보한다.

## 연혁
- 1926년 ~ 1949년 : 경상남도지사 관사
- 1950년 ~ 1953년 : 대통령 관사
- 1953년 ~ 1983년 : 경상남도지사 관사
- 1984년 : 개관

## 건물
부산 임시수도 대통령관저는 한국전쟁 기간 중 피란수도인 부산에서 대통령 집무실 겸 관저로 사용된 곳으로, 국방· 정치· 외교 등 다양한 분야에서 중요한 정책이 결정되었던 역사적 현장으로서 당시의 모습을 비교적 잘 간직하고 있어 역사적․건축사적 가치가 높은 것으로 평가되고 있다.